# 165 років Національному університету «Львівська політехніка» (монета)
«165 ро́ків Націона́льному університе́ту „Льві́вська політе́хніка“» — ювілейна монета номіналом 2 гривні, випущена Національним банком України, присвячена одному з найстаріших технічних університетів — Національному університету «Львівська політехніка», який є потужним осередком науки й освіти.
Монету введено в обіг 28 травня 2010 року. Вона належить до серії «Вищі навчальні заклади України».

## Опис монети та характеристики
| Номінал грн. | Метал      | Маса, г | Діаметр, мм | Якість виготовлення       | Гурт     | Тираж, штук |
| ------------ | ---------- | ------- | ----------- | ------------------------- | -------- | ----------- |
| 2            | нейзильбер | 12,8    | 31,0        | спеціальний анциркулейтед | рифлений | 45 000      |

### Аверс
На аверсі монети розміщено малий Державний Герб України (угорі), напис півколом «НАЦІОНАЛЬНИЙ БАНК УКРАЇНИ», зображено алегоричні скульптури, що символізують науки і мистецтва, які розміщені на будівлі університету, номінал та рік карбування: «2/ГРИВНІ/2010» та логотип Монетного двору Національного банку України.

### Реверс
На реверсі монети зображено головну будівлю університету, яка збудована в останній третині ХІХ ст. за проектом архітектора Юліана Захаревича. Над будівлею півколом розміщено напис «LITTERIS * ET * ARTIBVS» (Науками й мистецтвами), який є на самій будівлі. По колу розміщено написи: «НАЦІОНАЛЬНИЙ УНІВЕРСИТЕТ „ЛЬВІВСЬКА ПОЛІТЕХНІКА“», унизу — «165/РОКІВ».

## Автори

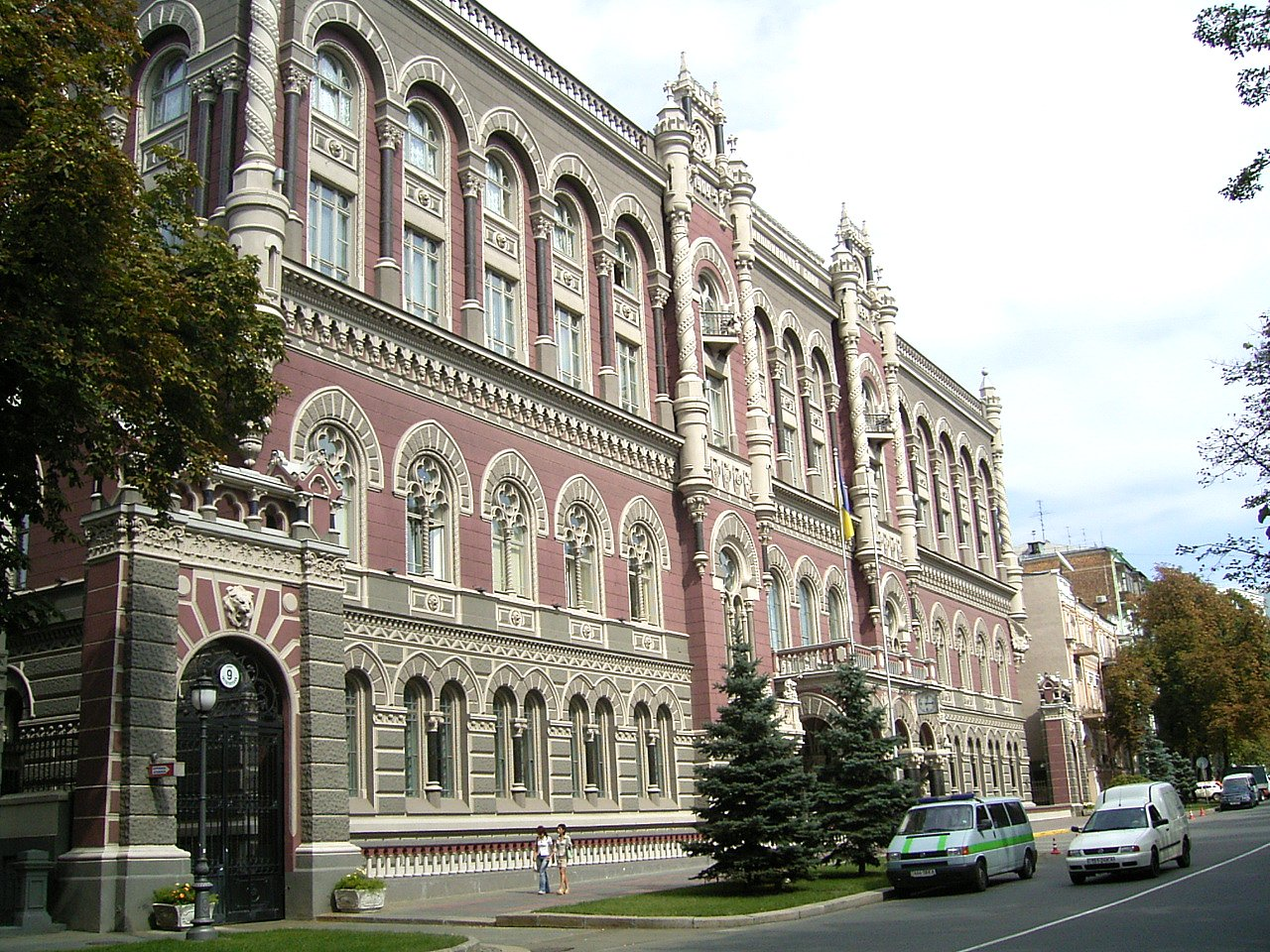
Будівля Національного банку України

- Художник — Дем'яненко Анатолій.
- Скульптор — Дем'яненко Анатолій.

## Вартість монети
Ціна монети — 20 гривень, була вказана на сайті Національного банку України в 2014 році.
Фактична приблизна вартість монети з роками змінювалася так:
| Рік        | 2011 | 2012 | 2013 | 2014 | 2015 | 2016 | 2017 | 2018 | 2019 | 2020 | 2021 | 2022 | 2023 | 2024 | 2025 |
| ---------- | ---- | ---- | ---- | ---- | ---- | ---- | ---- | ---- | ---- | ---- | ---- | ---- | ---- | ---- | ---- |
| Ціна, грн. | 20   | 20   | 20   | 21   | 23   | 30   | 40   | 40   | 50   | 50   | 55   | 55   | 85   | 115  | 150  |